# Harvest (album de Dragon Ash)
Pour les articles homonymes, voir Harvest.
 (février 2024).
Si vous disposez d'ouvrages ou d'articles de référence ou si vous connaissez des sites web de qualité traitant du thème abordé ici, merci de compléter l'article en donnant les références utiles à sa vérifiabilité et en les liant à la section « Notes et références ».
Albums de Dragon Ash
Lily of da Valley
(2001) Río de Emoción
(2005)
Singles
1. Fantasista
Sortie : 6 mars 2002
2. Morrow
Sortie : 25 juin 2003

Harvest (ハーヴェスト) (stylisé HARVEST) est le cinquième album studio du groupe de fusion japonais Dragon Ash, sorti le 23 juillet 2003 au Japon. Il est suivi en 2004 de l'album de remix Harvest Remixes.

## Liste des titres
| No  | Titre                                              | Durée     |
| --- | -------------------------------------------------- | --------- |
| 1.  | Intro                                              | 0:58      |
| 2.  | House of Velocity                                  | 4:30      |
| 3.  | Posse in Noise                                     | 4:00      |
| 4.  | Revive                                             | 4:34      |
| 5.  | United Rythm (Feat. 43K & EIG)                     | 4:16      |
| 6.  | Byakuya                                            | 1:13      |
| 7.  | Morrow                                             | 4:25      |
| 8.  | Landscape                                          | 2:34      |
| 9.  | Art of Delta                                       | 0:56      |
| 10. | Mob Squad (RITMO ACELERADO Remix)                  | 4:13      |
| 11. | Episode 4 (Feat. SHUN & SHIGEO)                    | 4:59      |
| 12. | Massy Evolution                                    | 4:25      |
| 13. | Day 6                                              | 0:27      |
| 14. | Fantasista                                         | 4:30      |
| 15. | Canvas                                             | 4:33      |
| 16. | Gymnopedie #1                                      | 2:45      |
| 17. | Harvest/SAKURIMAKORI (隠しトラック) (piste cachée) | 4:25/2:08 |